# Dreptul de vizită
Dreptul de vizită confundat uneori cu dreptul de acces  (droit de visite în limba franceză; visitation right în literatura de limbă engleză) este reprezentat de dreptul pe care copilul și adultul separat de copil îl au, de a se întâlni față-față pentru anumite perioade de timp, la locuința copilului. Dreptul de vizitare nu implică însă și dreptul de găzduire vremelnică a copilului. În România, până la apariția legii 272/2004 dreptul de vizitare era unul dintre puținele drepturi recunoscute unui părinte necustodian după declararea divorțului. În ultimii ani titulatura de "drept de vizită" sau "drept de acces", ca referiri la totalitatea drepturilor pe care părintele nerezident le avea în legătură cu minorul, au fost înlocuite atât în România cât și pe mapamond cu "dreptul de relații personale" care însumează mai multe modalități prin care copilul și adultul în cauză pot interacționa. Această înlocuire s-a făcut ca urmare a ratificării la nivel internațional a Convenției Națiunilor Unite din 1989 cu privire la drepturile copilului. La nivel european tranziția a fost stimulată și de intrarea în vigoare a Convenției de la Strasbourg din 2006 asupra asupra relațiilor personale care privesc copiii. Alte forme de realizare a legăturilor personale recunoscute în prezent sunt: dreptul de găzduire, dreptul de corespondență și accesul părintelui la informații privitoare la minor. 

## Diferențele între dreptul de vizită și dreptul de acces
Termenii de drept de vizită și drept de acces sunt de multe ori utilizați ca sinonime. Termenii nu sunt însă perfect identici. Dreptul de acces ar implica interacțiunile față în față dintre copil și adult la locuința copilului sau în afara locuinței copilului, în timp ce dreptul de vizită implică faptul că adultul și copilul au dreptul de a se întâlni față strict la locuința statornică a copilului. Prin urmare dreptul de vizită este un drept mai restrictiv decât cel de acces.

## Diferențele dintre sensul noțiunii de drept de acces în trecut și în prezent
În trecut, dreptul de vizitare sau dreptul de acces erau înțelese cu sensul extins ca fiind totalitatea interacțiunilor acordate de lege părintelui nerezident ca urmare a divorțului sau separării părinților. Majoritatea documentelor emise anterior anilor 2000-2005 la nivel internațional utilizează acest sens. În prezent, determinat de Convenției Națiunilor Unite din 1989 cu privire la drepturile copilului și de Convenției de la Strasbourg din 2006 asupra asupra relațiilor personale care privesc copiii, pentru sensul extins se utilizează noțiunea de "relații personale privind copiii" (contact în limba engleză) care e mai cuprinzătoare. De aceea utilizarea termenilor de drept de vizitare în documentele emise după anii 2005-2012 ar implica, cel mai probabil sensul restrâns, respectiv acela de vizită la locuința copilului sau întâlnire într-un loc public.

## Suport legal

### Legislație europeană
| “                                                                               | Orice copil are dreptul de a întreține cu regularitate relații personale și contacte directe cu ambii părinți, cu excepția cazului în care acestea sunt contrare interesului său. | ” |
| — Articolul 24 litera (3) din Carta drepturilor fundamentale a Uniunii Europene | |   |

- Dispozițiile art. 9 din Convenția cu privire la drepturile copilului ratificată de România prin Legea nr. 18/1990 impun statelor părți obligația de a "veghea ca nici un copil să fie separat de părinții săi împotriva voinței acestora, exceptând situațiile în care autoritățile competente decid și cu respectarea legilor și a procedurilor aplicabile că această separare este în interesul suprem al copilului". Principiul neseparării copilului de părinți emană și din dispozițiile art. 33 din Legea nr. 272/2004 care spune: "Copilul nu poate fi separat de părinții săi sau de către unul dintre ei, împotriva voinței acestora, cu excepția cazurilor expres și limitative prevăzute de lege, sub rezerva revizuirii judiciare și numai dacă acest lucru este impus de interesul superior al copilului".
- Art. 5 din Protocolul nr. 7 la Convenția Europeană a Drepturilor Omului, ratificată de România la 01.09.1994 spune că "soții se bucură de egalitate în drepturi și în responsabilități cu caracter civil, între ei și în relațiile cu copii lor în ceea ce privește căsătoria, pe durata căsătoriei și cu prilejul desfacerii acesteia iar dreptul la viața de familie este garantat de art. 8 din CEDO."
- Dispozițiile art. 4 din Convenția asupra relațiilor personale care privesc copiii ratificată de România prin Legea nr. 87/2007 consacră dreptul fundamental atât al copilului cât și al părintelui, de a obține și întreține relații personale în mod constant și nerestrictiv: "Copilul și părinții săi au dreptul de a obține și de a întreține relații personale constant. Aceste relații personale nu pot fi restrânse sau excluse decât atunci când acest lucru este necesar în interesul superior al copilului."
- Dispozițiile art. 21 din Convenția de la Haga din 25 octombrie 1980 asupra aspectelor civile ale răpirii internaționale de copii ratificată de România prin Legea nr. 100/1992 (publicată în M.Of. nr. 243 din 30 septembrie 1992) care spune: "Autoritățile centrale sunt legate prin obligațiile de cooperare vizate la art. 7, pentru a asigura exercitarea nestânjenită a dreptului de vizitare și îndeplinirea tuturor condițiilor la care exercitarea acestui drept ar fi supusă și în vederea înlăturării, în măsura posibilului, a obstacolelor de natură a se împotrivi la aceasta." [3]

### Legislație românească
- Dispozițiile art. 14 din Legea 272/2004 consacră dreptul fundamental al minorului de a "menține relații personale și contacte directe cu părinții, rudele, precum și cu alte persoane față de care copilul a dezvoltat legături de atașament”.
- Dispozițiile art. 15 din Legea 272/2004 enumeră modalitățile de realizare ale legăturilor personale dintre minor și persoanele mai sus enunțate, dreptul de vizită fiind menționat la litera (b).
- Dispozițiile art. 43 alin. 3 din Codul Familiei abrogat, care spune: "părintele divorțat, căruia nu i s-a încredințat copilul, păstrează dreptul de a veghea la creșterea, educarea, învățătura și pregătirea lui profesională."
- Potrivit dispozițiilor art. 97 din Codul Familiei abrogat, ambii părinți au aceleași drepturi și îndatoriri față de copiii lor minori. Ei exercită drepturile lor părintești numai în interesul copiilor, iar potrivit dispozițiilor art. 36 din Legea 272/2004 "Ambii părinți sunt responsabili pentru creșterea copiilor lor. (2) Exercitarea drepturilor și îndeplinirea obligațiilor părintești trebuie să aibă în vedere interesul superior al copilului și să asigure bunăstarea materială și spirituală a copilului, în special prin îngrijirea acestuia, prin menținerea relațiilor personale cu el, prin asigurarea creșterii, educării și întreținerii sale, precum și prin reprezentarea sa legală și administrarea patrimoniului său", dispoziții legale ce se coroborează cu dispozițiile art. 43 alin. 3 din Codul Familiei care spune: "părintele divorțat, căruia nu i s-a încredințat copilul, păstrează dreptul de a veghea la creșterea, educarea, învățătura și pregătirea lui profesională."
- Dispozițiile art. 496 din noul cod civil, care spune: "(5) Părintele la care copilul nu locuiește în mod statornic are dreptul de a avea legături personale cu minorul, la locuința acestuia. Instanța de tutelă poate limita exercițiul acestui drept, dacă aceasta este în interesul superior al copilului."
- Dispozițiile art. 262 din noul cod civil, care spune: "(1) Copilul nu poate fi separat de părinții săi fără încuviințarea acestora, cu excepția cazurilor prevăzute de lege. (2) Copilul care nu locuiește la părinții săi sau, după caz, la unul dintre ei are dreptul de a avea legături personale cu aceștia. Exercițiul acestui drept nu poate fi limitat decât în condițiile prevăzute de lege, pentru motive temeinice, luând în considerare interesul superior al copilului."
- Dispozițiile Art. 307 Cod Penal care spune "se sancționează fapta persoanei căreia i s-a încredințat minorul prin hotărâre judecătoreasă, spre crestare și educare, de a împiedica în mod repetat pe oricare dintre părinți să aibă legături personale cu minorul, în condițiile stabilite de părți sau de către organul competent."[4]

### Decizii a Curții Constituționale a României cu privire dreptul de acces
- Prin Decizia nr 82 din data de 25.02.2003 Curtea Constituțională a României a decis că este accesul părintelui nerezident la minor este mai mult decât util chiar și atunci când minorul se exprimă verbal în sensul de a nu accepta acest acces. Cu alte cuvinte, copilul ,mai ales cel sub vârsta de 14 ani nu are un drept de veto iar părintele rezident este obligat să încurajeze și chiar să impună copilului respectarea programului de legături personale decis de către instanță. În această speță instanța spune următoarele: "se poate întâmpla, în asemenea situații, ca părintele căruia i-a fost încredințat copilul să se defuleze, transmițându-i acestuia ostilitatea pe care o resimte față de fostul soț, care, deși, poate întemeiată din punctul său de vedere, nu este de natură să îl descalifice pe acesta din urmă (n.n. părintele nerezident) ca părinte, fiind lipsită de justificare din punctul de vedere al copilului. Prin urmare, instabilitatea afectivă și emoțională a minorului, pe fondul unei imaturități psihice și a lipsei experienței de viață, îl privează pe acesta de posibilitatea de a sesiza care este adevăratul său interes și, adesea, de a discerne intre bine și rău. [...] celalalt părinte, căruia i s-a încredințat copilul și care este debitorul obligațiilor corelative, fiind ținut sa-i asigure fostului sau soț, care și-a păstrat calitatea de părinte, realizarea efectivă a drepturilor conferite de lege. O atare conduită cooperantă este impusă de împrejurarea că drepturile menționate constituie, în realitate, mijloace pentru îndeplinirea obligațiilor pe care le are orice părinte fata de copilul său și care subzista atâta timp cât părintele nu este decăzut din drepturile părintești."[5]

### Decizii a Curții Constituționale a României cu privire la stabilirea dreptul de vizită
- Prin Decizia nr 82 din data de 25.02.2003 Curtea Constituțională a României a decis că este accesul părintelui nerezident la minor este mai mult decât util chiar și atunci când minorul se exprimă verbal în sensul de a nu accepta acest acces. Cu alte cuvinte, copilul ,mai ales cel sub vârsta de 14 ani nu are un drept de veto iar părintele rezident este obligat să încurajeze și chiar să impună copilului respectarea programului de legături personale decis de către instanță. În această speță instanța spune următoarele: "se poate întâmpla, în asemenea situații, ca părintele căruia i-a fost încredințat copilul să se defuleze, transmițându-i acestuia ostilitatea pe care o resimte față de fostul soț, care, deși, poate întemeiată din punctul său de vedere, nu este de natură să îl descalifice pe acesta din urmă (n.n. părintele nerezident) ca părinte, fiind lipsită de justificare din punctul de vedere al copilului. Prin urmare, instabilitatea afectivă și emoțională a minorului, pe fondul unei imaturități psihice și a lipsei experienței de viață, îl privează pe acesta de posibilitatea de a sesiza care este adevăratul său interes și, adesea, de a discerne intre bine și rău. [...] celalalt părinte, căruia i s-a încredințat copilul și care este debitorul obligațiilor corelative, fiind ținut sa-i asigure fostului sau soț, care și-a păstrat calitatea de părinte, realizarea efectivă a drepturilor conferite de lege. O atare conduită cooperantă este impusă de împrejurarea că drepturile menționate constituie, în realitate, mijloace pentru îndeplinirea obligațiilor pe care le are orice părinte fata de copilul său și care subzista atâta timp cât părintele nu este decăzut din drepturile părintești."[5]

## Dreptul de vizită în situațiile familiilor transnaționale
- În cazul în care copilul se mută în mod legal dintr-un stat membru în altul și dobândește o nouă reședință obișnuită, instanța judecătorească din statul membru al fostei reședințe obișnuite a copilului rămâne competentă pe o perioadă de 3 luni de la mutare, pentru modificarea unei hotărâri privind dreptul de vizită pronunțată în acest stat membru înainte de mutarea copilului, dacă titularul dreptului de vizită acordat prin respectiva hotărâre continuă să locuiască în mod obișnuit în statul membru al fostei reședințe obișnuite a copilului [6].
- În cazul în care nu există nicio hotărâre judecătorească referitoare la dreptul de vizită ori au trecut mai mult de 3 luni de la momentul mutării legale a copilului într-un alt stat membru, instanța competentă a se pronunța asupra unei cereri privind stabilirea unui drept de vizită va fi cea de la locul actualei reședințe obișnuite a copilului[6].
- Dreptul de vizită acordat printr-o hotărâre judecătorească executorie pronunțată într-un stat membru este recunoscut și are forță executorie într-un alt stat membru fără să fie necesară încuviințarea executării și fără să fie posibil să se opună recunoașterii acesteia în cazul în care hotărârea a fost certificată în statul membru de origine utilizând formularul al cărui model este prevăzut în anexa III din Regulament[6].

## Drepturile părinților și ale copiilor ca membri ai unei familii
- Dreptul de supraveghere
- Dreptul de găzduire a minorului
- Dreptul de vizită
- Drept de acces la minor
- Dreptul de corespondență între minor și persoanele semnificative din viața sa
- Autoritatea părintească
- Dreptul de acces la informațiile privitoare la minor
- Dreptul de decizie cu privire la bunăstarea copilului
- Dreptul bunicilor la legături personale
- Dreptul copilului de a fi informat despre persoanele semnificative din viața sa